# Hydropsyche occulta
Hydropsyche occulta là một loài Trichoptera trong họ Hydropsychidae. Chúng phân bố ở miền Australasia.